# Główny Inspektor Gospodarki Energetycznej
Główny Inspektor Gospodarki Energetycznej – centralna jednostka organizacyjna rządu istniejąca w latach 1978–1985, powołana w celu racjonalnego wykorzystania zasobów energetycznych, właściwego gospodarowania paliwami oraz przebiegiem ich eksploatacji.

## Powołanie Głównego Inspektora
Na podstawie ustawy z 1978 r. zmieniającej ustawę o gospodarce paliwowo-energetycznej ustanowiono Głównego Inspektora Gospodarki Energetycznej, który stanowił naczelny organ administracji państwowej podległy Ministerstwu Górnictwa.

## Inspektorzy
- Adam Glazur (1980)
- Jerzy Wójcicki (1979–1980 p.o., 1980–1985)

## Zakres działania
Do zakresu działania Głównego Inspektora należało:
- wykonywanie kontroli nad przestrzeganiem przepisów i zasad obowiązujących w dziedzinie gospodarki paliwowo-energetycznej,
- przedstawianie Radzie Ministrów informacji, opinii i wniosków w sprawach gospodarki paliwowo-energetycznej,
- opiniowanie programów rozwoju poszczególnych branż gospodarki narodowej i zamierzeń inwestycyjnych, w tym także modernizacyjnych oraz kontrola rozwiązań technicznych i technologicznych pod względem zgodności z zasadami racjonalnej gospodarki paliwowo-energetycznej,
- występowanie z wnioskami co do stosowania środków zmierzających do racjonalnego użytkowania paliw i energii oraz nakazywanie stosowania odpowiednich środków w wypadkach zagrożenia bezpieczeństwa,
- sprawdzanie kwalifikacji osób zatrudnionych przy projektowaniu, budowie i eksploatacji urządzeń energetycznych.

Nadzór nad działalnością Głównego Inspektora Gospodarki Energetycznej sprawował Prezes Rady Ministrów, który powoływał i odwoływał Głównego Inspektora oraz jego zastępców.
Główny Inspektor Gospodarki Energetycznej kierował Głównym Inspektoratem Gospodarki Energetycznej.
Prezes Rady Ministrów w drodze rozporządzenia ustalał terytorialny zakres działania oraz siedziby terenowych inspektoratów gospodarki energetycznej.

## Szczegółowy zakres działania
Na podstawie rozporządzenie Rady Ministrów z 1979 r. w sprawie zakresu działania i trybu postępowania Głównego Inspektora Gospodarki Energetycznej oraz terenowych inspektoratów gospodarki energetycznej do zakresu działania Głównego Inspektora należało.
Wykonywanie kontroli nad przestrzeganiem przepisów i zasad w zakresie
- wytwarzania, przetwarzania, przesyłania, rozdzielania, dostarczania i użytkowania energii elektrycznej i cieplnej oraz paliw stałych, ciekłych i gazowych,
- eksploatacji urządzeń energetycznych,
- dysponowania mocą urządzeń energetycznych przyłączonych do wspólnej sieci elektrycznej, cieplnej i gazowej,
- kwalifikacji osób zatrudnionych przy eksploatacji urządzeń energetycznych,
- projektowania i budowy urządzeń energetycznych.

Wykonywanie kontroli w zakresie
- realizacji programów oraz rocznych i wieloletnich planów racjonalizacji i oszczędnego użytkowania paliw i energii, a także przedsięwzięć inwestycyjnych, zwłaszcza modernizacyjnych, w tym zakresie,
- rozwiązań technicznych i technologicznych pod względem zgodności z zasadami racjonalnej gospodarki paliwowo-energetycznej, a zwłaszcza prawidłowości doboru paliw i energii oraz wyboru rozwiązań o małej energochłonności, a także ich typizacji i unifikacji,
- realizacji przedsięwzięć inwestycyjnych, m.in. także modernizacyjnych, w dziedzinie gospodarki paliwowo-energetycznej, stosownie do uzgodnień dokonanych przez jednostki gospodarki uspołecznionej z Głównym Inspektorem Gospodarki Energetycznej,
- spełnienia warunków oraz parametrów technicznych i ekonomicznych, mających wpływ na racjonalne użytkowanie paliw i energii, ustalonych dla urządzeń produkcji krajowej, podlegających dopuszczeniu do ruchu lub do obrotu, a także dla urządzeń importowanych albo produkowanych na licencji,
- zgodności programów rozwoju i planów postępu technicznego poszczególnych branż gospodarki narodowej z potrzebami wynikającymi z programów i planów racjonalizacji i oszczędnego użytkowania paliw i energii.

Przedstawianie Radzie Ministrów informacji, analiz, opinii i wniosków w zakresie
- okresowych informacji o energochłonności poszczególnych dziedzin gospodarki narodowej,
- okresowych informacji o stanie gospodarki paliwowo-energetycznej oraz opinii i wniosków dotyczących jakości paliw i energii, pracy systemów energetycznych, stanu przygotowania do okresów jesienno-zimowych oraz działań podejmowanych w tym zakresie i przebiegu ich realizacji,
- okresowych informacji, analiz, opinii i wniosków, dotyczących bilansów paliw i energii, stanów zapasów paliw, a także wniosków dotyczących zasad stosowania paliw i energii w podstawowych grupach zużycia oraz ograniczeń w dostawach paliw i energii w okresach ich niedoboru,
- okresowych informacji o przebiegu zużycia paliw i energii,
- informacji i wniosków w sprawie produkcji oraz jakości urządzeń mających wpływ na racjonalne użytkowanie paliw i energii oraz urządzeń niezbędnych do realizacji programów i planów racjonalizacji i modernizacji gospodarki paliwowo-energetycznej,
- informacji i wniosków w sprawie poprawy eksploatacji i remontów urządzeń energetycznych oraz kwalifikacji i działalności osób zatrudnionych przy projektowaniu, budowie i eksploatacji urządzeń energetycznych,
- wniosków dotyczących ograniczeń w dostawach paliw i energii,
- wniosków dotyczących projektów przepisów, zasad, warunków technicznych i norm w dziedzinie gospodarki paliwowo-energetycznej,

Opiniowanie programów rozwoju poszczególnych branż gospodarki narodowej w zakresie
- programów postępu technicznego w zakresie podnoszenia sprawności i obniżenia energochłonności urządzeń oraz rocznych i wieloletnich planów rozwoju produkcji urządzeń niezbędnych do realizacji poprawy gospodarki paliwowo-energetycznej,
- rocznych i wieloletnich planów poprawy jakości i nowoczesności produkowanych wyrobów w zakresie obniżenia energochłonności produkcji oraz poprawy wskaźników jednostkowego zużycia paliw i energii,
- rocznych i wieloletnich planów zapotrzebowania na paliwa i energię, opracowywanych przez ministrów i wojewodów,
- rocznych i wieloletnich planów inwestycyjnych, m.in. także modernizacyjnych, pod względem realizacji programów i planów racjonalizacji i modernizacji gospodarki paliwowo-energetycznej oraz zmniejszenia energochłonności,
- występowanie z wnioskami co do stosowania środków zmierzających do racjonalnego użytkowania paliw i energii.

## Terenowe inspektoraty gospodarki energetycznej
Terenowe inspektoraty gospodarki energetycznej były organami Głównego Inspektora Gospodarki Energetycznej do spraw gospodarki paliwowo-energetycznej. W skład inspektoratów wchodziły zamiejscowe komórki organizacyjne, tworzone i znoszone przez Głównego Inspektora Gospodarki Energetycznej po uzgodnieniu z zainteresowanymi wojewodami.
Całokształtem działalności inspektoratu kierował dyrektor, powoływany i odwoływany przez Głównego Inspektora Gospodarki Energetycznej. Nadzór nad działalnością inspektoratów sprawował Główny Inspektor Gospodarki Energetycznej.

## Zniesienie
Na podstawie ustawy z 1985 r. o zmianach w organizacji oraz zakresie działania niektórych naczelnych i centralnych organów administracji państwowej ustanowiono urząd Ministerstwa Gospodarki Materiałowej i Paliwowej w miejsce zniesionego urzędu Ministerstwa Gospodarki Przemysłowej i Głównego Inspektora Gospodarki Energetycznej.